# موتور محتاج نارويي نور الديني
موتور محتاج نارويي نور الديني (بالإنجليزية: Mowtowr-e Mahtaj Naruyi Nuraldini)‏ هي منطقة سكنية تقع في سيستان وبلوتشستان في إيران. يقدر عدد سكانها بـ 43 نسمة .